# Filmpodium Zürich

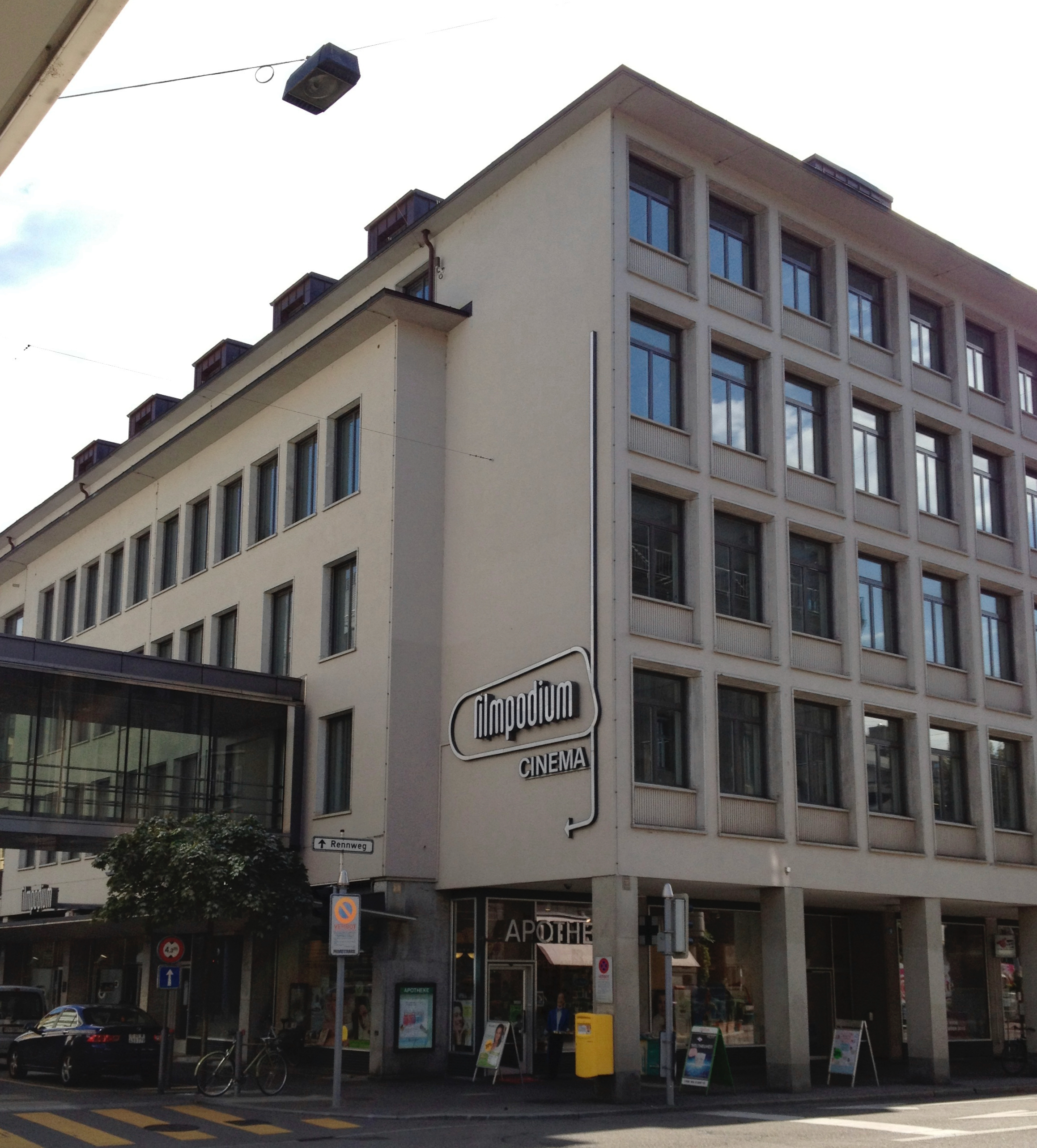
Bürokomplex mit filmpodium

Filmpodium Zürich (Eigenschreibweise filmpodium; ursprünglich Studio 4) ist ein Kino in Zürich. In einem Umfeld vieler prosperierender Kinohäuser galt Studio 4 als «ultramodern». Gegenüber anderen Kinos in der Schweizer Filmlandschaft ist die Betreiberin dieser Einrichtung kein subventionierter Verein oder ein kommerzielles Kino, sondern ein Kommunales Kino der Stadt Zürich, die rechtlich dafür verantwortlich ist. Damit dies etabliert werden konnte, gab es zuvor einen dreijährigen Versuchsbetrieb und ein Referendum. «Heute zählt [das Haus] als Perle der Stadtzürcher Kinolandschaft.» (Jan Strobel: Tagblatt der Stadt Zürich)

## Geschichte
Das Kino wurde 1948/1949 nach Plänen des Architekten Werner Frey im Stil der Nachkriegsmoderne an der Nüschelerstrasse/Ecke Pelikanstrasse errichtet. Das Studio 4 stand in der «boomenden Zürcher Kinowelt der Nachkriegszeit» in einem dichten Netzwerk ähnlich ambitionierter Häuser. Die Einweihung erfolgte am 24. April 1949 mit der Welturaufführung von Ein Yankee am Hofe des Königs Artus mit Bing Crosby und Rhonda Fleming. Das mittlerweile unter Schweizer Heimatschutz stehende Kino liegt im Erdgeschoss des viergeschossigen Bürogebäudes «Nüschlerhaus». Für die Innenarchitektur zeichnete der Bauhaus-Schüler Roman Clemens verantwortlich, der zwischen 1932 und 1943 als Bühnenbildner am Opernhaus Zürich über 200 Werke geschaffen hatte. 
Die Gestaltung der Räume ist von fluid-organischen Elementen beherrscht, die den Kinosaal einmalig erscheinen liessen. Der Kinosaal mit trapezförmigem, asymmetrischem Grundriss und 404 Sitzplätzen «galt als architektonische Glanzleistung» (Jan Strobel: Tagblatt der Stadt Zürich). Eine weitere Besonderheit war, dass die Leinwand anfangs aus prismatischen Elementen bestand, die sich erst zu einer glatten Leinwand drehten, wenn die Vorführung begann. Vor Beginn des Films bestand die Wand, nicht unterscheidbar von der Seitenwand, aus schwarzem Samt mit weissen Streifen. Der Film begann, die Prismen drehten sich, und langsam wurde das Bild «wie aus dem Nichts»: S. 7 sichtbar. Diese Erfindung wurde für Clemens patentiert.
In der Anfangszeit fühlte sich der Inhaber Emil Hollenstein dem Qualitätsfilm verpflichtet, repräsentierte dieser doch am besten den Charakter des Hauses. Entsprechend wurden Filme von Federico Fellini, Ingmar Bergman, Alfred Hitchcock, Bernardo Bertolucci oder französische Autorenfilme à la François Truffaut und Jean-Luc Godard gezeigt. Bis 1983 wurde das Haus familiär geführt, zuletzt vom Sohn des langjährigen Betreibers, doch wurde der Konkurrenzdruck von Farbfernsehen und Videokassette zu gross: In jenem Jahr übernahm die Stadt das operative Geschäft samt Garderoben- und Kassenfrauen. Der Grund für diese Zäsur lag bei dem Stadtpräsidenten-Sekretär Bernhard Uhlmann, der bereits seit über zehn Jahren informeller Filmbeauftragter war und einen festen Spielort für seine kleinen Reihen von Filmfestivals suchte, die unter dem Namen Filmpodium liefen. Das Programm konnte sich dank eines im unmittelbaren räumlichen Umfeld dichten Angebots von Premierenfilmen auf nicht-kommerzielle Filmkunst und Filmgeschichte fokussieren.
Die Architektur und das filmische Konzept besteht bis heute fort. In den Jahren 1983 und 2003 gab es moderate Modernisierungen, die aber den Charakter des Interieurs nicht beeinträchtigen. Cinemascope-Vorführungen sind aufgrund der begrenzten Grösse der Leinwand nicht möglich, aber neben den beiden 35-mm- und einem 16-mm-Projektor steht auch digitale Filmvorführung zur Verfügung.